# Selección femenina de fútbol sub-17 de Brasil
La selección femenina de fútbol sub-17 de Brasil es una de las categorías inferiores de la Selección femenina de fútbol de Brasil, está conformada por jugadoras convocadas de nacionalidad brasileña, que sean menores de 17 años de edad. Esta selección, representa a la Confederación Brasileña de Fútbol en la Copa Mundial Femenina de Fútbol Sub-17 y en el Campeonato Sudamericano Femenino Sub-17.

## Estadísticas

### Copa Mundial Femenina de Fútbol Sub-17
| Mundial | Posición     | PJ           | PG           | PE           | PP           | GF           | GC           |
| ------- | ------------ | ------------ | ------------ | ------------ | ------------ | ------------ | ------------ |
| 2008    | 14° lugar    | 3            | 0            | 1            | 2            | 3            | 7            |
| 2010    | 8° lugar     | 4            | 2            | 0            | 2            | 5            | 4            |
| 2012    | 8° lugar     | 4            | 2            | 0            | 2            | 6            | 10           |
| 2014    | No clasificó | No clasificó | No clasificó | No clasificó | No clasificó | No clasificó | No clasificó |
| 2016    | 11° lugar    | 3            | 1            | 0            | 2            | 2            | 3            |
| 2018    | 9° lugar     | 3            | 1            | 1            | 1            | 4            | 2            |
| 2022    | 7° lugar     | 4            | 2            | 1            | 1            | 7            | 3            |
| 2024    | 9° lugar     | 3            | 1            | 1            | 1            | 2            | 2            |
| 2025    | Clasificada  | Clasificada  | Clasificada  | Clasificada  | Clasificada  | Clasificada  | Clasificada  |
| Total   | 8/9          | 24           | 9            | 4            | 11           | 29           | 31           |

### Campeonato Sudamericano Femenino Sub-17
| Campeonato | Posición   | PJ | PG | PE | PP | GF  | GC |
| ---------- | ---------- | -- | -- | -- | -- | --- | -- |
| 2008       | Subcampeón | 7  | 6  | 0  | 1  | 20  | 10 |
| 2010       | Campeón    | 6  | 6  | 0  | 0  | 41  | 3  |
| 2012       | Campeón    | 7  | 7  | 0  | 0  | 33  | 3  |
| 2013       | 5° lugar   | 4  | 2  | 1  | 1  | 7   | 4  |
| 2016       | Subcampeón | 7  | 5  | 1  | 1  | 15  | 5  |
| 2018       | Campeón    | 7  | 5  | 0  | 2  | 11  | 3  |
| 2022       | Campeón    | 7  | 7  | 0  | 0  | 33  | 0  |
| 2024       | Campeón    | 7  | 5  | 2  | 0  | 20  | 4  |
| 2025       | Subcampeón | 9  | 6  | 3  | 0  | 21  | 4  |
| TOTAL      | 9/9        | 61 | 49 | 7  | 5  | 201 | 36 |